# Pageas
Pageas (en occitano Pajas) es una población y comuna francesa, situada en la región de Lemosín, departamento de Alto Vienne, en el distrito de Limoges y cantón de Châlus.

## Demografía
| 663 | 638 | 568 | 552 | 602 | 594 | 614 |
| Para los censos de 1962 a 1999 la población legal corresponde a la población sin duplicidades (Fuente: INSEE [Consultar]) |     |     |     |     |     |     |